# Horst Szymaniak
Horst Szymaniak, genannt „Schimmi“ (* 29. August 1934 in Oer-Erkenschwick; † 9. Oktober 2009 in Melle), war ein deutscher Fußballspieler. Er wurde meist als linker Läufer oder Halbstürmer eingesetzt und galt zu seiner besten Zeit als einer der herausragenden europäischen Mittelfeldspieler. Bei der Wahl zu Europas Fußballer des Jahres konnte Szymaniak sich von 1957 bis 1961 alljährlich platzieren; seine beste Einstufung war dabei der achte Rang im Jahr 1958, in dem er mit der Nationalelf Weltmeisterschafts-Vierter geworden war.
Er verfügte über eine sehr gute Balltechnik, besaß Übersicht und war in der Lage, lange Pässe zielsicher zum Mitspieler zu bringen. Gleichzeitig zeichnete ihn Zweikampfstärke aus, und die Grätsche wurde zu seinem Markenzeichen. Bundestrainer Sepp Herberger urteilte schon frühzeitig, Horst Szymaniak sei „ein erstklassiger Mann [und] ein Instinktfußballer, [der] fühlt, wie ein Spiel läuft“, und verglich ihn wertschätzend mit Andreas Kupfer, dem Außenläufer der legendären „Breslau-Elf“ aus der Vorkriegszeit.
Während seiner 15 Jahre dauernden Karriere spielte er in Deutschland, Italien, der Schweiz und den USA in der jeweils höchsten Liga. In 43 A-Länderspielen trug er den Nationaldress und nahm dabei an zwei Weltmeisterschaftsendrunden teil. Er stand mit Weltklassespielern wie Fritz Walter, Franz Beckenbauer, Luis Suárez und Sandro Mazzola in einer Mannschaft, aber außer dem Europapokal der Landesmeister 1963/64 hat er dennoch nie einen nationalen oder internationalen Titel gewinnen können – und bei diesem einzigen Erfolg kam er im Endspiel nicht zum Einsatz.
Horst Szymaniak war einer der letzten – und einer der erfolgreichsten – Fußballer aus dem Bergarbeitermilieu in Deutschland, die ihrem Sport auf hohem Niveau nachgingen. Nach Beendigung seiner Karriere verschwand er nahezu in der Anonymität, wurde von ehemaligen Mitspielern und Fußballanhängern an einigen Stätten seines Wirkens aber nie ganz vergessen. Seinen letzten Lebensabschnitt verbrachte er in finanziell äußerst bescheidenen Verhältnissen. Über den Fußball seiner Zeit soll Szymaniak gegenüber dem jungen Franz Beckenbauer, bei der Nationalmannschaft 1965/66 sein Zimmergenosse, geurteilt haben: „Wir sind die letzten Helden des 20. Jahrhunderts; nach uns kommen nur noch Spieler aus Kunststoff.“

## Spielerkarriere

### In seinen Vereinen

#### In Erkenschwick, Wuppertal und Karlsruhe
Horst Szymaniak, der nach Abschluss der Volksschule wie sein Vater und sein Bruder als Bergmann auf der örtlichen Zeche Ewald Fortsetzung unter Tage arbeitete, spielte als Kind zunächst auf Hinterhöfen und Bolzplätzen nahe dem elterlichen Zechenhaus an der Ahsener Straße im Ortsteil Klein-Erkenschwick sowie auf der Freizeitwiese bei Mutter Wehner am Südrand der Haard Fußball, ehe er der SpVgg Erkenschwick beitrat. Dort wurde das damals noch „Schorse“ genannte Talent von dem Erkenschwicker „Urgestein“ Julius Ludorf entdeckt und zeitweise auch trainiert. 1949 wurde Szymaniak mit der B- und 1951 mit der A-Jugend des Vereins Pokalsieger, 1950 zudem auch Meister der A-Jugend-Leistungsklasse des Kreises Recklinghausen. Obwohl er der Kleinste und Schmächtigste in seinen Mannschaften war, spielte er schon in dieser Zeit die „dominierende Rolle“ auf dem Platz. Ab der Saison 1952/53 gehörte er zum Kreis der ersten Mannschaft, die am Ende der Spielzeit aus der Oberliga West in die zweite Liga abstieg. Der Vertrag sah ein monatliches Gehalt von 80 DM vor – gut ein Viertel dessen, was damals ein durchschnittlicher Vier-Personen-Arbeitnehmerhaushalt für seinen Konsum ausgab. Sein erster Einsatz in der Herren-Elf erfolgte am 17. Mai 1953 am Stimberg anlässlich eines Freundschaftsspiels gegen den 1. FC Saarbrücken. 1954 schloss die SpVgg Erkenschwick die Saison als Tabellen-Elfter ab; im Jahr darauf verpasste sie als Fünfter erneut den Wiederaufstieg – wenn ihr diesmal auch nur zwei Punkte dazu fehlten.
Daraufhin wechselte Szymaniak im Jahr 1955 für eine Ablösesumme von 15.000 DM zum gerade unter Trainer Raymond Schwab in die Oberliga aufgestiegenen Wuppertaler SV, bei dessen Verantwortlichen er im Frühjahr anlässlich des Erkenschwicker 5:2-Sieges großen Eindruck hinterlassen hatte. Die Bergischen hatten sich mit „Coppi“ Beck vom FC St. Pauli und Theo Kolkenbrock (VfB Bottrop) verstärkt, besaßen in Torwart Klaus Wilhelm und dem jungen Mittelstürmer Günter „Fifa“ Augustat zwei Spieler, die bereits Eingang in das berühmte Notizbuch des Bundestrainers gefunden hatten, und im Jahr darauf stießen mit Erich Haase von Werder Bremen und dem Österreicher Erich Probst weitere Nationalspieler dazu. Dennoch kam der WSV 1956 und 1957 über Mittelfeldplätze nicht hinaus. Für Horst Szymaniak bedeutete diese Zeit jedoch den Einstieg in eine internationale Laufbahn, denn 1956 wurde er von Sepp Herberger erstmals in die deutsche Auswahl berufen. Nachdem der WSV im Sommer 1958 wieder in die Zweitklassigkeit abgestiegen war, blieb er dem Verein noch ein weiteres Jahr treu. Dazu trug auch bei, dass er sich in Wuppertal persönlich sehr wohl fühlte, weil seine Eltern und Geschwister inzwischen ebenfalls dort lebten; außerdem konnte er neben seinem Vertragsspielergehalt durch seine Berufstätigkeit – ab 1955 als beim Sportamt beschäftigter Stadionarbeiter, ab 1957 als Angestellter des von seinem Vater geleiteten Wannen- und Brausebads am Höchsten – ein Zusatzeinkommen verdienen. Für die Bild-Zeitung war er zu dieser Zeit der „populärste deutsche Fußballspieler“.
Als dem WSV die sofortige Rückkehr in die erste Liga misslang, verließ er Wuppertal 1959 dann doch. Während er sich auf Mallorca einen kurzen Urlaub gönnte, wurde das Interesse von Real Madrid an seiner Verpflichtung kolportiert; auch der FC Barcelona sollte bereits „seine Fühler ausgestreckt“ haben. Im Kicker fanden diese Meldungen eines Vor-Ort-Korrespondenten während der Sommerpause in mehreren „Exclusivberichten“ breiten Niederschlag. Diesen frühen „Medienrummel“ kritisierte der Vorsitzende des Sportjournalistenverbands, Ernst Werner, mit den Worten, das Theater widere ihn an, denn „solche Bauchtänze ist der beste Spieler der Erde nicht wert“. Szymaniak beendete das Thema allerdings Anfang Juli abrupt mit seiner Erklärung, dass er sich auf seinen neuen Verein freue: den süddeutschen Oberligisten Karlsruher SC. In der „Beamtenstadt“ traf der Erkenschwicker auf eine Reihe von Mitspielern aus dem Ruhrgebiet (Berni Termath aus Essen, Klaus Matischak aus Bottrop und Reinhold Wischnowsky aus Horst), so dass er sich auch deswegen dort heimisch fühlen konnte. Für seine Vertragsunterschrift soll er illegalerweise 30.000 DM „Handgeld“ erhalten haben, damals ein kleines Vermögen, denn ein durchschnittlicher westdeutscher 4-Personen-Arbeitnehmerhaushalt gab 1960 pro Jahr 7.700 DM für seine gesamte Lebenshaltung aus.
In seiner ersten Saison bei den Badenern dominierte der KSC die Oberliga und gewann die Südmeisterschaft mit sechs Punkten Vorsprung vor Kickers Offenbach; dabei distanzierte er auch Bayern München und die Frankfurter Eintracht, die gleichzeitig im Europapokal der Landesmeister „tolle Werbung für den bundesrepublikanischen Fußball gemacht“ hatte. In der anschließenden Endrunde zur deutschen Meisterschaft scheiterten die Karlsruher aber am späteren Titelgewinner Hamburger SV, obwohl sie im direkten Vergleich mit der Elf um Uwe Seeler mit 3:3 im Volks- und 4:3 im Wildparkstadion die Oberhand behalten hatten. Im Heimspiel gegen Borussia Neunkirchen gelang es Szymaniak, auf 2:3 zu verkürzen – sein einziger Endrunden-Treffer –, aber das konnte die Niederlage (Endstand 2:4) nicht mehr abwenden. Auch im Pokal-Finale 1960 zog die von Eduard Frühwirth trainierte Mannschaft den Kürzeren und unterlag Borussia Mönchengladbach mit 2:3. Horst Szymaniak pachtete in Karlsruhe eine Tankstelle, auf der er allerdings nicht mehr selbst arbeitete, und erwarb im Sommer 1961 ein Mietshaus, dessen Kaufpreis er zu einem erheblichen Teil aus dem Handgeld bestritt, das ihm ein italienischer Verein für seinen zu dieser Zeit vereinbarten Wechsel bezahlte.

#### Italienische Jahre
Szymaniak war nach Ludwig Janda 1949, Horst Buhtz 1952, Karl-Heinz Spikofski und Kurt Zaro der fünfte deutsche Spieler, der als Berufsfußballer zu einem italienischen Klub ging, zeitgleich mit Erwin Waldner und Rudi Kölbl. Mit Helmut Haller, Albert Brülls und Rolf Geiger (1962) sowie, ein Jahr später, Karl-Heinz Schnellinger und Jürgen Schütz sollten ihm bald weitere Nationalmannschaftskollegen folgen. Von 1961 bis 1963 stand Szymaniak beim Erstligisten CC Catania unter Vertrag, von dem er für seinen Wechsel 100.000 DM erhalten hatte. Die Sizilianer waren allerdings nicht stark genug besetzt, um ganz oben mitzuspielen; ein 11. bzw. ein 14. Rang in der Abschlusstabelle sowie zwei Achtelfinalteilnahmen im Landespokalwettbewerb waren die sportlich bescheidene Ausbeute. Dennoch wird Szymaniak in der Vereinsgeschichte neben dem brasilianischen Nationalspieler Chinesinho zu den herausragenden Akteuren jener Ära gezählt, die als die Goldene Zeit der Rot-Blauen gilt. Die Gazzetta dello Sport titulierte ihn damals als „der Unwiderstehliche“ und „das Wunder“. Auch er selbst hat später wiederholt betont, dass die Zeit in Catania zu seinen positivsten Erinnerungen zählt und er das Leben dort genossen habe.
In der Saison 1963/64 trug er die schwarz-blauen Farben des amtierenden italienischen Meisters Inter Mailand. Aufgrund der damaligen Ausländerregelung in der italienischen Liga – die beiden erlaubten Plätze besetzten normalerweise der Brasilianer Jair und der Spanier Luis Suárez – war „Inters Edelreservist“ unter Trainer Helenio Herrera nur relativ selten berücksichtigt worden. Der „Erfinder des Betonfußballs“ setzte Szymaniak „immer nur dann ein, wenn er auswärts ein Resultat ‚ermauern‘ wollte“. Diese Spielzeit beendete Inter als italienischer Vizemeister, wobei der Deutsche nur in sechs Punktspielen zum Zug gekommen war.
Sein Saisondebüt für die Lombarden hatte er im Europapokal der Landesmeister beim 0:0 gegen den englischen Meister FC Everton gegeben. Auf dem Weg ins Finale kam er gegen AS Monaco, Partizan Belgrad und Borussia Dortmund zu vier weiteren Spielen im Wettbewerb, hatte aber keinen Platz in der Endspielaufstellung, als Internazionale Ende Mai 1964 Real Madrid in Wien mit 3:1 besiegte und sich erstmals den Titel sicherte. Gegen Dortmund stellte Herrera Szymaniak als zusätzlichen defensiven Läufer auf und wies ihm dabei die Aufgabe zu, unter anderem Aki Schmidts Kreise einzuengen. Um die Freundschaft zu „Aki“ Schmidt, mit dem er nach Länderspielen gerne ein Bier trank, nicht zu gefährden, ging er ihm während des 2:2 endenden Spiels im Stadion Rote Erde aus dem Weg, wann immer dies möglich war, und erklärte später mit einem Augenzwinkern, so hätten „beide glänzen“ können. Seine Abschiedsvorstellung für die Mailänder gab Szymaniak vierzehn Tage nach dem Endspiel bei der 1:4-Niederlage im Viertelfinale des Landespokals gegen den AC Torino.
Inters Präsident Angelo Moratti bot ihm 1964 dennoch und ohne Abstriche von seinem Festgehalt – monatlich umgerechnet rund 13.000 DM – eine Vertragsverlängerung an. Horst Szymaniak zog es jedoch vor, wieder regelmäßig Fußball spielen zu können; deshalb wechselte er zum FC Varese. Aber sein dritter italienischer Verein war, wie Catania, nur Mittelmaß und wurde am Saisonende nur Elfter; deshalb blieb er dort ebenfalls lediglich ein Jahr.

#### Karriereausklang in Berlin, Biel und Chicago
Horst Szymaniak kehrte 1965 nach Deutschland zurück und spielte 1965/66 für Tasmania Berlin erstmals in seiner Karriere in der 1963 geschaffenen Bundesliga. Obwohl in der Vorsaison nur Tabellendritter der Regionalliga Berlin, war Tasmania nachträglich in die höchste Spielklasse aufgenommen worden, um auch im Sport die Rolle West-Berlins als völkerrechtlicher Bestandteil der Bundesrepublik zu demonstrieren. Zwar gewann die Elf zum Saisonauftakt vor 81.000 Zuschauern im Olympiastadion gegen den Karlsruher SC mit 2:0, stieg aber am Ende der Spielzeit mit einer trostlosen Bilanz – nur zwei Siege und vier Unentschieden in 34 Begegnungen – postwendend wieder ab und ging als schwächste Mannschaft in die Bundesligageschichte ein. Diese Niederlagenserie konnte auch „der elegante Ballkünstler nicht verhindern“, der „in einer Mannschaft von Handwerkern völlig fehl am Platz“ war.
Szymaniak ging daraufhin noch einmal ins Ausland, zunächst auf Vermittlung durch Dettmar Cramer zum Schweizer Nationalligisten FC Biel. Er hatte anfangs vor, parallel dazu an der damaligen Eidgenössischen Turn- und Sportschule in Magglingen sein Sportlehrerdiplom zu erwerben. Im Verlauf der Saison von einer Verletzung beeinträchtigt, wurde er dann jedoch für angeblich 80.000 Franken vorzeitig in die Vereinigten Staaten transferiert. Die von „Georges“ Sobotka trainierten Seeländer beendeten die Saison anschließend auf dem elften Rang und entgingen dem Abstieg nur knapp. Szymaniaks damaliger Mitspieler, der Verteidiger Ambros Leu, bewertet ihn im Rückblick mit den Worten: „Starallüren hatte er gegenüber uns Amateuren nie. Für unsere Mannschaft war er mit [seinem …] Auge für den präzisen Steilpass im richtigen Moment sehr wertvoll.“
Im Jahr 1967 ließ er bei den Chicago Spurs, die in jenem Jahr die von der FIFA nicht anerkannte National Professional Soccer League mitbegründeten, im Alter von 33 Jahren seine Spielerlaufbahn ausklingen. Mit Wolfgang Glock und Heinz Banschewitz, die beide von Eintracht Gelsenkirchen gekommen waren, traf er in den USA wieder auf Fußballer aus dem Ruhrgebiet. Er selbst agierte im Team als Libero und erinnerte sich später vor allem an Besonderheiten des dortigen Fußballs: „In regelmäßigen Abständen stand draußen ein Mann mit einer Fahne. Dann musste ich den Ball sofort ins Aus schießen [wegen der] Werbung im Fernsehen“. Genauere Angaben zu Szymaniaks zwölf Einsätzen sind bisher nicht zu ermitteln; die Spurs beendeten das Jahr als Dritter der aus fünf Mannschaften zusammengesetzten Westgruppe (Western Conference) der NPSL.

### In der Nationalmannschaft
Nach seinem internationalen Debüt als Rechtsaußen der deutschen B-Elf (Mai 1956, 5:2 in Spanien) wurde Szymaniak im November 1956 zum A-Nationalspieler. Dabei lieferte er – trotz einer 1:3-Niederlage gegen die Schweiz und seiner frühzeitigen Verletzung – eine Leistung ab, die Sepp Herberger zu der Aussage „Über seine Grätsche drehe ich mal einen Lehrfilm“ veranlasste. Bis Juni 1966 (1:0-Sieg gegen Rumänien) war er 43 Mal für Deutschland aktiv und erzielte zwei Tore. Bei den Weltmeisterschaften in Schweden 1958 und Chile 1962 bestritt er sämtliche zehn Begegnungen der deutschen Elf.
Im Juni 1958, bei der Begrüßung der deutschen Mannschaft durch den schwedischen König Gustav VI. Adolf vor dem WM-Halbfinale gegen den Gastgeber, sah Szymaniak dem Monarchen beim Handschlag in die Augen und rechtfertigte das anschließend vor dem Bundestrainer mit dem Bergmannsspruch „Kein Kniefall, auch nicht vor gekrönten Häuptern“. Im Spiel um Platz drei, in dem die Deutschen gegen Frankreich mit 3:6 unterlagen, kam es zu einer für Szymaniaks Einstellung auf dem Spielfeld typischen Konfrontation mit Raymond Kopa, zu dessen Manndeckung er von Herberger in der Halbzeitpause abgestellt worden war. Als er anfangs der zweiten Halbzeit den französischen Spielmacher gefoult hatte und dieser die zur Entschuldigung ausgestreckte Hand ignorierte und stattdessen, vom Unparteiischen unbemerkt, eine Tätlichkeit gegen den Wuppertaler beging, ging Szymaniak dabei zu Boden, blieb aber nicht etwa „wehklagend liegen, … [sondern] sprang schnell wieder hoch, um sich an den Schiedsrichter zu wenden“. Unmittelbar nach Abschluss des Wettbewerbs wurde er von europäischen und südamerikanischen Journalisten als einziger deutscher Spieler in das – damals bloß inoffizielle – „All-Star-Team“ dieses Turniers gewählt (siehe Abbildung rechts). Als er aus Schweden nach Wuppertal zurückkehrte, bereiteten ihm Tausende am Bahnhof Elberfeld einen begeisterten Empfang; im benachbarten Hotel Kaiserhof trug er sich ins Goldene Buch der Stadt ein. Später im Jahr stand er Modell für eine Büste, die der Arno-Breker-Schüler Harald Schmahl unter Brekers Aufsicht anfertigte und die Szymaniak dann geschenkt bekam. Er verschenkte sie 2003 an den Sportfotografen Otto Krschak, der dafür Ende 2014 einen öffentlichen Ausstellungsort in Wuppertal suchte.
Trotz seines Wechsels nach Italien hielt der Bundestrainer weiterhin an Szymaniak fest und machte sich gegenüber dem Deutschen Fußball-Bund 1961 dafür stark, dass dieser ihm die Freigabe dafür erteilte; 1962 verzieh er dem Spieler sogar seine Autofahrt im alkoholisierten Zustand (siehe folgendes Kapitel). Der war vor der WM-Endrunde 1962 von den Kicker-Lesern noch in die bundesdeutsche „Mannschaft des Volkes“ gewählt worden, und auch beim letzten Vorbereitungsspiel gegen Uruguay hatte er von den Fachjournalisten gute Noten erhalten. In Chile hingegen reihten sich seine Leistungen in eine personelle Konstellation ein, in der zu viele Spieler „ihrer besten Form [nicht] nahe kamen“. Gegen Italien unterliefen ihm „verblüffend viele Fehlpässe“, gegen die Schweiz fiel er vor allem durch Unfairness auf – worunter namentlich Eschmann und Vonlanthen litten – und im Viertelfinale gegen Jugoslawien konnte er, diesmal auf der halblinken Sturmposition aufgestellt, dem deutschen Angriffsspiel kaum Impulse verleihen. Lediglich im letzten Gruppenspiel gegen Chile vermochte Szymaniak sich positiv auszuzeichnen: Sein sicher zum 1:0 verwandelter Elfmeter brachte Herbergers Mannen auf die Siegerstraße, und er trug anschließend viel zu der „taktischen Meisterleistung“ bei, die Deutschland das Überstehen der Vorrunde überhaupt erst ermöglichte. Anders als in dieser zeitgenössischen Bewertung wurde seine Leistung in Chile später allerdings „zu den Lichtblicken in einer ansonsten zumeist enttäuschenden DFB-Equipe“ gerechnet. Am Jahresende 1962 erreichte „Schimmi“ bei der erst seit 1960 stattfindenden Wahl zu Deutschlands Fußballer des Jahres den siebten Rang.
Ab Juni 1962 erfuhr Horst Szymaniak – wie die anderen deutschen Auslandsprofis – zunächst keine Berücksichtigung mehr. Herberger setzte sich gegenüber dem DFB jedoch für eine Aufhebung dieser Regelung ein, weil er „seinem Nachfolger eine schlagkräftige Truppe … hinterlassen“ wollte. Bei seinem Abschiedsspiel im Mai 1964 gegen Schottland konnte er Szymaniak daraufhin wieder einsetzen. Anschließend berief auch Helmut Schön ihn für das Heimspiel gegen Schweden im Rahmen der WM-Qualifikation. Nach dem 1:1 fehlte Szymaniak zehn Monate, ehe der Bundestrainer ihn im September 1965 zurückholte, zunächst in die B-Mannschaft (3:0 gegen die UdSSR) und Ende des Monats für das alles entscheidende Qualifikations-Rückspiel in Schweden (deutscher 2:1-Sieg im Råsundastadion). Ende 1965 machte Schön den Außenläufer sogar zum Spielführer der A-Nationalelf. Er hatte ihn auch für den DFB-Kader für die WM-Endrunde in England vorgesehen, schloss ihn kurz vor Turnierbeginn jedoch aus dem endgültigen 22er-Aufgebot aus: Bei einer Kneipentour anlässlich eines Vorbereitungslehrgangs in Augsburg hatte Szymaniak sich – anders als der ihn begleitende, ortskundige Helmut Haller – erwischen lassen. Zwischen Schöns viel späterer Aussage, die „Zeit von Horst Szymaniak war abgelaufen, zum Teil durch eigene Schuld“, und der Tatsache, dass er ihn im wichtigen Schwedenspiel noch an die Seite des Debütanten Franz Beckenbauer gestellt hatte, besteht ein gewisser Widerspruch. Auch die gelegentlich sinngemäß zu lesende These, der „großbürgerliche Dresdner Kulturliebhaber“ habe zu dem „proletarischen Schlichtmenschen aus dem Ruhrgebiet“ nie ein positives Verhältnis entwickelt, scheint in Würdigung der Gesamtumstände zu plakativ zu sein. Ebenso bleibt zwangsläufig Theorie, ob das konstatierte „Loch“ zwischen Abwehr und Angriff Deutschlands beim WM-Finale in Wembley mit Szymaniak hätte geschlossen werden können. Den Brief, in dem Schön ihm seine Nichtberücksichtigung für den WM-Kader mitteilte, betrachtete Szymaniak allerdings noch Jahrzehnte später als „größte Niederlage“ seiner Karriere.
Der Deutsche Fußball-Bund ignorierte Szymaniaks Verdienste nach dessen Karriereende lange Zeit: Zu Jubiläumsveranstaltungen oder Ähnlichem wurde er nie eingeladen. Erst zu seinem 70. Geburtstag bekam er vom DFB ein kurzes Glückwunschschreiben mit faksimilierter Unterschrift des Präsidenten Gerhard Mayer-Vorfelder und zur Weltmeisterschaft 2006 sogar einen neuen Fernsehapparat geschenkt. Dagegen hielten ehemalige Nationalspieler wie Max Lorenz, Hans Tilkowski und Uwe Seeler über die Jahre den Kontakt ebenso aufrecht wie mehrere Spieler des Wuppertaler SV (u. a. Erich Ribbeck und Erich Haase) und sein erster Erkenschwicker Förderer „Jule“ Ludorf.

## Trainertätigkeit und Leben nach der aktiven Zeit
Zwischen 1968 und 1970 trainierte Szymaniak den SV 21 Steinheim, für den er auch noch selbst spielte. Die Bezirksklassenmannschaft verlor erst ihr 36. Punktspiel unter seiner Regie. Seine Verpflichtung dort war durch das finanzielle Engagement zweier ortsansässiger Möbelfirmen ermöglicht worden. Es folgten Tätigkeiten beim SV Ennigloh 09, anschließend für ein halbes Jahr beim TBV Lemgo und schließlich bis 1973 bei TuRa Melle.
In den Jahren 1973 bis 1977 betrieb Horst Szymaniak, dem der Satz „Ein Pilsken gibt einen flachen Schuß“ zugeschrieben wird, gemeinsam mit seiner Frau Elfriede (Hochzeit 1962) in Melle das „Haus der 7 Biere“. In den 1980ern verschlechterte sich sein Gesundheitszustand; Andreas Boller, Sportchef der Wuppertaler Westdeutschen Zeitung, macht dafür den Alkoholkonsum und einen schon während seiner Spielerzeit „unsoliden Lebenswandel“ verantwortlich. Bereits 1962 war er während eines Wuppertal-Aufenthalts mit 2,6 ‰ am Steuer seines Wagens angehalten worden; die folgende Verurteilung zu zehn Tagen Haft führte dazu, dass er erst nach Saisonbeginn zum CC Catania zurückkehren konnte.
Auch seine finanzielle Situation verschlechterte sich; Szymaniak, der in besseren Tagen stets großzügig und freigiebig gewesen war und „sich immer nur von echten Freunden umgeben glaubte“, musste 1983 sein Mietshaus in Karlsruhe und später gar einen Teil seiner Trophäen und der Alben mit Zeitungsartikeln verkaufen sowie eine Stellung als Lastwagenfahrer annehmen. In diese Zeit fällt auch die Scheidung von seiner Frau Elfriede. 1989 heiratete Horst Szymaniak erneut; diese Ehe mit Marga blieb ebenso kinderlos wie seine erste und hielt bis 2002. Zur Jahrtausendwende wurde er, vor Günter Pröpper, zu Wuppertals Fußballer des Jahrhunderts gewählt. Nach Wuppertal hatte es ihn auch schon zurückgezogen, als seine Spielerverträge in Karlsruhe und in Catania ausgelaufen waren; bis 2004 hat er diese Stadt immer wieder besucht und dort bis in die 1990er Jahre auch noch häufig in Ehemaligen-, Prominenten- und Journalistenmannschaften gespielt. An Wochenenden pflegte er dabei regelmäßig mehrere Amateur- und Jugendspiele im gesamten Stadtgebiet zu besuchen. In seinen Geburtsort Oer-Erkenschwick kehrte Szymaniak 2002 gleichfalls noch einmal zurück: Für die Aufnahmen zu Wolfgang Ettlichs Dokumentarfilm Im Westen ging die Sonne auf. Kleine Geschichten von Kohle und Fußball. besuchte er gemeinsam mit „Jule“ Ludorf seine inzwischen stillgelegte Zeche Ewald Fortsetzung.
Im Jahr 2005 erlitt er einen Schlaganfall. Seine letzten Jahre verbrachte er in einem Altenheim im Meller Stadtteil Wellingholzhausen, wo ihn seine Schwester und ein befreundetes Ehepaar betreuten. Für seine acht Jahre Arbeit unter Tage bezog er eine schmale Knappschaftsrente. Allen späteren Rückschlägen zum Trotz hat er über seine Spielerzeit und sein Leben auch im Nachhinein stets betont, sie genossen zu haben. Dabei blieb er „immer ein aufrechter Kerl [und] Kumpeltyp, der stets für gute Stimmung sorgte“, wie Uwe Seeler es beschrieb, der gemeinsam mit Szymaniak 26 Länderspiele bestritt.
Beigesetzt wurde Szymaniak auf dem städtischen Friedhof Melle-Mitte. In der ehemaligen Stadiongaststätte, die die Nordkurve des Wuppertaler Stadions am Zoo überragt, trägt der von ihm 1955 bewohnte Raum bis heute den offiziellen Namen „Szymaniak-Zimmer“. Der Ort seiner ersten Eheschließung am Elberfelder Neumarkt ist inzwischen eine Station der Deutschen Fußball Route NRW.

## Legenden über Szymaniak
Die wohl bekannteste und sich am hartnäckigsten haltende Geschichte über Horst Szymaniak ist diejenige über seine Vertragsverhandlungen. Dabei soll ihm sein Vereinspräsident angeboten haben, seine Bezüge deutlich zu erhöhen, worauf der Spieler angeblich antwortete: „Ich will ein Viertel, nicht nur ein Drittel mehr“. Diese Aussage wird, je nach Quelle, auch mit „ein Achtel / ein Viertel“ oder „die Hälfte / zwei Drittel“ kolportiert. Einmal soll sie in seiner Wuppertaler, dann wieder in seiner Karlsruher und auch noch in seiner Berliner Zeit gefallen sein, alternativ sich beim Kauf seines Mietshauses zugetragen haben. Und in Wuppertal soll der Gesprächspartner mal Wolfgang Entner, dann wieder Walter Kühlthau gewesen sein, wobei Letzterer überhaupt erst WSV-Präsident wurde, als der Spieler dort schon lange nicht mehr unter Vertrag stand. Abgesehen von diesen Widersprüchlichkeiten gab es in Deutschland zu Oberligazeiten und auch in den Anfangsjahren der Bundesliga Einkommensobergrenzen (als Vertragsspieler 320, in der Bundesliga gut 1.100 DM), die bereits in seinem jeweils ersten Vertrag vereinbart worden waren. Mitte der 1960er Jahre hat Szymaniak einen Verlag erfolgreich auf Unterlassung der Verbreitung dieser Behauptung verklagt; er ist später allerdings gegen die zahlreichen Verstöße gegen diesen Richterspruch nicht immer mit letzter Konsequenz vorgegangen. So hat der Dichter Eckhard Henscheid dieses angebliche Vertragsgespräch noch 1988 in seinem Buch Standardsituationen. Fußball-Dramen. literarisch verarbeitet. Julius Ludorf hingegen sagte über ihn: „Der Schorse … war lediglich gleichgültig – Fußball war sein Leben. Er war nicht gebildet, aber keineswegs dumm.“
Bezüglich seiner beruflichen Tätigkeiten wurde wiederholt, aber unzutreffend behauptet, er habe als Bademeister gearbeitet; mehrfach soll das Angebot einer solchen Stelle sogar einer der Hauptgründe für seinen Wechsel nach Wuppertal gewesen sein. Tatsächlich hat der WSV sich erst Ende Juni 1955, als Szymaniak den Vertrag bereits unterschrieben hatte, überhaupt um ein „zweites Standbein“ für seinen neuen Spieler gekümmert – das allerdings wurde dann (und sehr zügig) die o. g. Stellung als Stadionarbeiter beim städtischen Sportamt. Für diesen zählebigen Irrtum könnte neben der Tatsache, dass er von 1957 bis 1959 im väterlichen Wannen- und Brausebad tätig war – wo es allerdings keine Schwimmlehrer gab –, eine Verwechslung mit seinem Mitspieler aus Erkenschwicker und Wuppertaler Tagen, dem Torhüter Helmut Domagalla, verantwortlich sein, der dies, im Barmer Kurbad, tatsächlich war.
Auch in einer „Weltelf“ hat Szymaniak, trotz anderslautender Behauptung, nie gespielt. Er stand lediglich einmal im Aufgebot einer von Helmut Schön betreuten Europaauswahl, die 1964 in Belgrad ein Benefizspiel zugunsten der Erdbebenopfer von Skopje austrug. Aufgrund einer Verletzung kam er dabei allerdings nicht zum Einsatz.
Einen wahren Kern weist hingegen die Geschichte auf, dass Horst Szymaniak sich in der Wuppertaler Vereinsgaststätte mit dem Schäferhund Rex des Stadionchefs Fritz Kremer ein Kotelett geteilt habe, „weil der so traurig blickte“: Schon als Kind in Erkenschwick und auch in den folgenden Jahrzehnten hatte er zu Hunden immer ein besonders inniges Verhältnis; er aß „grundsätzlich nicht eher, bis [sein Hund] abgefüttert war“. Lange Zeit hielt er auch ein eigenes Haustier; seinen Boxer Billy hat er 1967 sogar nach Chicago mitgenommen.
Szymaniaks Popularität und die klangliche Nähe seines Namens zu Götz Georges Tatort-Rollennamen Schimanski (dieser wird in den einzelnen Episoden ebenfalls häufig „Schimmi“ genannt) sollen dafür mitverantwortlich sein, dass der Drehbuchautor Martin Gies dieser 1981 geschaffenen Filmfigur den Vornamen Horst gegeben hat. Wenig bekannt ist die Tatsache, dass der Fußballspieler nicht nur seit Mitte der 1950er Jahre bis zu seinem Tod SPD-Mitglied war, sondern regelmäßig aktuelle soziale Entwicklungen in Deutschland verfolgte und darüber privat „fast so häufig wie über Fußball diskutiert“ hat.

## Einsätze, Erfolge und Auszeichnungen
- 43 A- (2 Tore) und 2 B-Länderspiele
- Weltmeisterschaftsteilnehmer 1958, 1962 (dabei insgesamt 10 Spiele, 1 Tor)
- Gewinner des Europapokals der Landesmeister 1964 (ohne Einsatz im Endspiel)
- DFB-Pokalfinalist 1960
- Meister der Oberliga Süd 1960
- Italienischer Vizemeister 1964
- 6 Endrundenspiele (1 Tor) um die deutsche Meisterschaft, 128 Oberligaspiele (10 Tore), 29 Bundesligaspiele (1 Tor)[3]
- 91 Spiele (8 Tore) in der Serie A
- Wahl in die „Mannschaft des WM-Turniers 1958“
- Platzierungen bei der Wahl zu „Europas Fußballer des Jahres“: 20. (1957), 8. (1958), 10. (1959), 9. (1960), 17. (1961)[77]
- Wahl zu „Wuppertals Fußballer des 20. Jahrhunderts“
- Einstufung als Weltklasse in der Rangliste des deutschen Fußballs: Sommer 1957, Winter 1957/58, 1958, Sommer 1959, Winter 1959/60, 1960, Sommer 1961